# 砂引草属
砂引草属（学名：Messerschmidia）是紫草科下的一个属，为乔木、灌木或草本植物。该属共有约3种，分布于美国东南部沿海地区、中美、欧洲及温带地区、太平洋及印度洋岛屿。